# Élisabeth Marguerite d'Orléans
Élisabeth Marguerite d'Orléans (26 decembrie 1646 - 17 martie 1696), cunoscută drept Isabelle d'Orléans, a fost Ducesă de Alençon și, în timpul vieții soțului ei, Ducesă de Angoulême. A fost fiica lui Gaston d'Orléans și verișoară primară a regelui Ludovic al XIV-lea al Franței. Nu are descendenți în zilele noastre. A fost suo jure Ducesă de Alençon și de Angoulême.

## Biografie

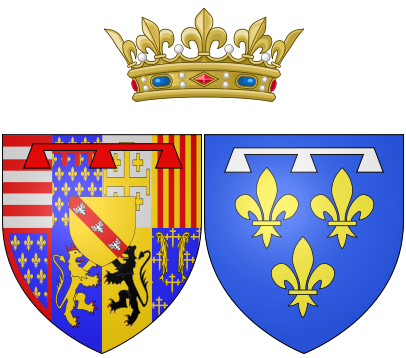

Élisabeth d'Orléans s-a născut la Paris la Palatul Luxembourg, pe atunci numit Palais d'Orléans, astăzi locul Senatului Franței. Palatul a fost dăruit tatălui ei la moartea mamei lui, Maria de Medici în 1642. Élisabeth s-a semnat întotdeauna Isabelle. 
Isabela s-a căsătorit cu Louis Joseph, Duce de Guise la castelul Saint-Germain-en-Laye la 15 mai 1667. Ducele de Guise era șeful Casei de Guise, o ramură a Casei de Lorena. Soțul ei, care era cu patru ani mai tânăr decât ea, nu era numai sub controlul legal al mătușii sale, Mademoiselle de Guise (Marie de Lorena de Guise), dar în protocolul obișnuit el era tratat ca inferior Isabelei. De la căsătorie până la moarte,  Isabelle d'Orléans a fost cunoscută ca Madame de Guise. Scurta căsătorie cu Ducele de Guise a produs un singur copil:
1. Francis Joseph de Lorena, Dukc de Guise (28 august 1670 – 16 martie 1675).

Soțul Isabellei a murit în 1671 de variolă contactată în timp ce se întorcea acasă dintr-o vizită la curtea regelui Carol al II-lea al Angliei.
După moartea mamei ei în 1672, s-a mutat la Palatul Luxembourg cu micul Francis Joseph. Fără să poată merge fără ajutor la vârsta de patru ani, el a fost scăpat de doica lui și a murit de la un traumatism cranian, în 1675. Francis Joseph a murit la Palatul Luxemburg.
După decesul fiului ei, Isabelle și-a petrecut fiecare vară în ducatul Alençon și cele mai multe ierni la curtea regală. Când era în Paris stătea la Palatul Luxembourg care i-a fost cedat ei după moartea mamei ei în 1672. În 1694 ea i-a dăruit Palatul vărului ei Ludovic al XIV-lea.
A murit în 1696 la Palatul Versailles. Averea pe care a acumulat-o a fost moștenită de singura soră în viață, Marguerite Louise, Mare Ducesă de Toscana.